# Synagoge (Diez)

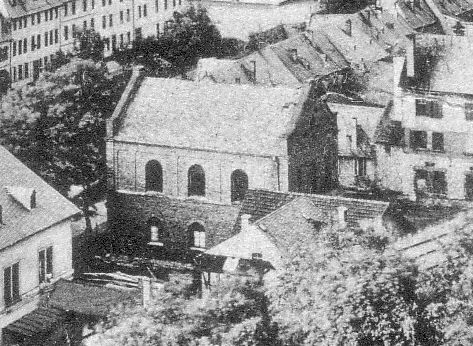
Synagoge mit drei Rundbogenfenstern: Ausschnitt aus einer Postkarte, die im Jahr 1905 verschickt wurde.

Die Synagoge in Diez, einer Stadt im Rhein-Lahn-Kreis in Rheinland-Pfalz, wurde 1862/63 errichtet. Die Synagoge stand an der Kanalstraße 9 gegenüber der unteren Aarbrücke.

## Geschichte
Die Synagoge wurde nach Plänen des herzoglich-nassauischen Oberbaurates Carl Boos erbaut. Am 13. November 1863 wurde sie durch Bezirksrabbiner Benjamin Höchstätter aus Ems eingeweiht. 
Beim Novemberpogrom 1938 wurde die Inneneinrichtung zerstört. Es wurde Feuer in der Synagoge gelegt und ein Versuch der Sprengung unternommen, wobei auf Grund der massiven Mauern nur geringe Schäden entstanden. 
Das Synagogengebäude ging danach in das Eigentum des Nationalsozialistischen Fliegerkorps über und wurde als Werkstatt für den Bau und die Unterhaltung von Segelflugzeugen genutzt. 
Nach Kriegsende wurde das Gebäude beschlagnahmt und im Zuge des Restitutionsverfahrens an ein Privatunternehmen verkauft, das es 1951 abbrechen ließ. 

## Gedenken
Im Jahr 1986 wurde eine Hinweistafel am Synagogengrundstück angebracht. Diese zeigt ein Bildmotiv des siebenarmigen Leuchters (Menora) und die Inschrift lautet: „Jüdische Synagoge – 1863–1951“.